# ウィッチバトル 女たちの戦い
『ウィッチバトル 女たちの戦い』（原題:Witches of Amityville Academy）は2020年のホラー映画である。『悪魔の棲む家』と同じくアミティヴィルの恐怖を題材としている。

## ストーリー
魔女狩りにより怨み死んでいった魔女達は現代に生まれ変わり、アミティヴィルにて学園を築き上げて密かに生きていた。そこでは、新人の魔女を生贄にして悪魔を祀る黒魔女と平和主義の白魔女の二つのグループに分かれていた。白魔女の素質のある少女ジェシカと白魔女達は黒魔女の悪行を止めるべく激突する。

## キャスト
- ルーシー・ベル - ドナ・スパングラー
- サマンサ・ベル -　キラ・リード
- エレナ・ベル - ブリッタン・テイラー
- ジェシカ・ベル - サラ・T・コーエン
- ティルダ・フォン・エリック - ニコラ・ライト
- ドミニク・マーコム - アマンダ・ジェイド・タイラー
- 悪魔ボティス - トビー・ウィン・デイビス